# Gankino Horo
Der Gankino Horo (auch Gankino Choro, bulgarisch Ганкино хоро, zu dt. Der Tanz von Ganka) ist ein bulgarischer Volkstanz, Horo im Kopanitsa-Rhythmus (bulg. Копаница) im 11/16-Takt. Er gehört zu den Tänzen mit „ungeradem“ oder „asymmetrischem“ Rhythmus.

## Name
Der Name ist abgeleitet vom weiblichen Vornamen Ganka, also etwa „Gankas Tanz“. Er stammt ursprünglich aus West- und Nordbulgarien, wurde aber durch die Aktivitäten der Amateurfolkloregruppen in der zweiten Hälfte des 20. Jahrhunderts in ganz Bulgarien populär.

## Rhythmus
Der Gankino ist eine Variante einer „Kopanitsa“ (von bulg. „kopaj“ – hacken) (dieser Name bezieht sich auf die vielfältigen Fuß- und Beinbewegungen an, die an die Gartenarbeit erinnern). Mit der ungeraden Anzahl Schlägen gehört er zu den „krummen“ Tänzen (bulg. „Krivo Horo“), wie auch der „Bučimiš“ (mit 15/16 – 2-2-2-2-3-2-2) und der eigentliche „Krivo Horo“ (mit 13/16 – 2-2-2-3-2-2).
Der Rhythmus des Gankino oder der Kopanitsa ist der 11/16-Takt (in einem lebhaften Tempo von ca. 180–190 Achtel/Min.) mit der typischen Verteilung 2-2-3-2-2 (kurz-kurz-lang-kurz-kurz-).

## Beschreibung
Typisch sind Laufschritte auf die Achtel, „Sovalkas“, Stampfer, Hüpfer, Sprünge, Fegen, Tritte in die Luft, Sichelbewegungen des Unterschenkels, Schläge des Fußes auf den Boden usw., die in einer Vielzahl von Figuren kombiniert werden. Der Tanz eignet sich besonders dafür, dass die Tänzer ihre Geschicklichkeit und ihr tänzerisches Können unter Beweis stellen. In der Regel wird der Gankino (bzw. die Kopanitsa) in einer gemischten Reihe in einfacher Handfassung, in Gürtel- oder Kreuzfassung getanzt. Die besten Tänzer bilden gelegentlich eine gesonderte Reihe, um besonders schwierige, spektakuläre Figuren mit hohen Sprüngen, Hocken, Kniebeugen usw. zu tanzen.